# Герб Североморска
Герб Североморска — является символом города Североморска

## Описание и обоснование символики
Для внесения в Государственный геральдический регистр РФ герб Североморска был доработан Союзом геральдистов России с таким геральдическим описанием: 
Лазоревый и серебряный щит выщерблено пересеченный, вверху – веерообразно расходящиеся отвлеченные прямые золотые лучи, уложенные тремя сомкнутыми дугами, из которых средняя больше, над золотыми якорями накрест, внизу – черный военный корабль, с черной же башней без мачт и весел
Фактически же в настоящее время используется версия герба с силуэтом современного военного корабля, а также с внешними украшениями - якорем, Александровской лентой и башенной короной (вариант 1996 года).
Герб города Североморска символизирует город-порт на Севере, место базирования надводных кораблей. На заднем плане — два скрещивающихся золотых якоря, увитых красной лентой. Они символизируют приморский город-порт. Сверху — трехзубцовая башня, которая обозначает город районного центра. Щит разделен на две части волнистой линией, символизирующей море. Вверху, на синем фоне золотым цветом изображено северное сияние и два скрещенных якоря — символ севера и города-порта. Внизу, на белом фоне — черный силуэт стилизованного корабля.
Герб города Североморска и его описание утверждены Решением коллегии Администрации города Североморска от 29 марта 1996 года № 1 и зарегистрированы государственной герольдией при Президенте Российской Федерации под номером 325.
Авторы герба: П. И. Абарин (художник), Ю. В. Рубцов (консультант), В. В. Орлова, А. А. Сергиенко.

## История

### Советское время
26 апреля 1966 года решением горисполкома Североморска был утвержден первый герб столицы Северного флота, автором которого стал инженер-полковник Нотес Вениамин Яковлевич.
Первый герб Североморска представлял собой четверочастный щит французской формы с малым геральдическим щитком посередине. На малом щитке с пересеченной серебряно-красной главой в черном поле золотой якорь, малый щит увенчан красной пятиконечной звездой. В 1-м и 4-м серебряном поле большого шита в одну четверть круга золотые лучи. В первом поле пересеченная глава в виде гвардейской ленты с золотыми цифрами 1951. Во 2-м голубом поле золотой силуэт подводной лодки, в 3-м голубом поле рыба золотого цвета.
Обоснование символики герба по данным Областного краеведческого музея трактуется следующим образом: 
Краски Севера и моря стали основными цветами герба, выдержанного в традициях русской геральдики. На фоне северного сияния изображены якорь, рыба, и силуэт подводной лодки, символизирующие край рыбаков и мореходов, Краснознаменный Северный флот.

### Новое время
В 1995 году администрация города Североморска провела конкурс на лучший проект нового герба города.
29 марта 1996 года решением № 1 коллегии администрации был принят новый герб Североморска.
Полный герб 1996 года имеет следующий вид: 
щит разделен по-горизонтали (пересечен) волнистой линией, в верхнем синем поле два золотых якоря под Северным сиянием, в нижнем серебряном поле черный силуэт военного корабля, Щит увенчан серебряной башенной короной с тремя зубцами, за щитом два золотых якоря, перевязанных червленой (Александровской) лентой с надписью золотом Североморск.